# Huntleigh (Missouri)
Huntleigh ist eine Stadt mit dem Status „City“ im St. Louis County im US-Bundesstaat Missouri. Das U.S. Census Bureau hat bei der Volkszählung 2020 eine Einwohnerzahl von 361 ermittelt.

## Geographie
Die Koordinaten von Huntleigh liegen bei 38°36'58" nördlicher Breite und 90°24'39" westlicher Länge.
Nach Angaben der United States Census 2010 erstreckt sich das Stadtgebiet von Huntleigh über eine Fläche von 2,59 Quadratkilometer (1,0 sq mi). Huntleigh grenzt im Westen an Frontenac, im Osten an Ladue und Warson Woods und im Süden an Kirkwood.

## Bevölkerung
Nach der United States Census 2010 lebten in Huntleigh 334 Menschen verteilt auf 121 Haushalte und 94 Familien. Die Bevölkerungsdichte betrug 129 Einwohner pro Quadratkilometer (334,0/sq mi).
Die Bevölkerung setzte sich 2010 aus 91,3 % Weißen, 0,9 % Afroamerikanern, 2,1 % Asiaten, 2,7 % aus anderen ethnischen Gruppen und 3,0 % mit zwei oder mehr Ethnien zusammen. Bei 2,1 % der Bevölkerung handelte es sich um Hispanics oder Latinos. Von den 121 Haushalten lebten in 28,1 % Kinder unter 18 und in 12,4 % der Haushalten lebten Personen über 65.
Von den 334 Einwohnern waren 26,9 % unter 18 Jahre, 6,7 % zwischen 18 und 24 Jahren, 11,4 % zwischen 25 und 44 Jahren, 33,6 % zwischen 45 und 64 Jahren und in 21,6 % der Menschen waren 65 Jahre oder älter. Das Durchschnittsalter betrug 48 Jahre und 51,2 % der Einwohner waren männlich.

## Belege
1. ↑  Explore Census Data Total Population in Huntleigh city, Missouri. Abgerufen am 2. Februar 2023.
2. ↑   United States Census
3. ↑   American Fact Finder